# Rinodina lignicola
Rinodina lignicola är en lavart som beskrevs av Sheard. Rinodina lignicola ingår i släktet Rinodina och familjen Physciaceae.   Inga underarter finns listade i Catalogue of Life.